# オールナイトロング (映画)
『オールナイトロング』（ALL NIGHT LONG）は、1992年に製作された日本映画。

## 概要
松村克弥の映画初監督作品。1982年に起きた「歌舞伎町少女アキレス腱切断殺人事件」を基にした集団リンチやレイプ、SM殺人など、あまりにも過激な残虐描写で話題を呼んだ。そのため映倫の審査員全員は成人指定を協議し、撮影の自粛を要求しようとしたものの、松村と大揉めしたため、結果的にR指定（15歳未満は鑑賞禁止）になった。ビデオパッケージの表面には 『あの"映倫"を震撼させ、R指定を受けたニューバイオレンスムービー!!』、裏面には松村監督のメッセージ（後述）が書かれていた。
日本では4作目と5作目は既にDVD化されているものの、1 - 3作目は2022年現在、VHSソフトのみでDVD版・Blu-ray版はリリースされておらず、米国ではDVD版はリリースされている。

## 本作にあたってのメッセージ
以下、監督側のコメントを要約したもの。

## ストーリー
飛行機整備士を目指す斎藤慎治（17歳）、予備校通いの優等生田中徹也（18歳）、金持ちの息子の鈴木健介（19歳）の少年三人は精神異常者による女子高生メッタ刺し通り魔事件現場に居合わせたことで知り合う。ある日健介は彼女連れのパーティーを計画するものの、健介と徹也はいつまでたっても彼女が出来ずにイライラがつのり、慎治は彼女を作り幸せな青春を手に入れかけるも、二人を狙った五人の不良少年達に襲撃されて傷を負い、彼女は無残にも集団レイプの上にアキレス腱を切断され取り返しのつかない重傷を負わされてしまう。少年三人の怒りが煮え立つ状況下、健介が猟銃を持ち出したことから彼らは不良少年達への復讐を計画。アジトに殴り込んだ三人は猟銃で不良達を脅し、徹底的に叩きのめすが、徹也が誤って不良の一人を射殺した瞬間、三人の狂気は爆発し、復讐は見境なき殺し合いへと発展する。

## キャスト
鈴木健介
演 - 角田英介
19歳。無職だが裕福な家の息子で、外車を運転したり自宅で悠々自適に暮らしている。家が金持ちであることを鼻にかけ体裁を気にし、見栄っ張りでカッコつけな性格。女性には人気がないらしく作中のパーティーに知り合いの女性を誘うがことごとく断られている。
斎藤慎治
演 - 鈴木亮介
17歳。工業高校2年生。飛行機整備士を目指している。明るいが軽薄な性格。趣味は、バイクに乗ることとおもちゃのプロペラ機を飛ばすこと。同い年ぐらいの葉子と知り合って好意を持ち始め、出会って数日間で急接近する。
田中徹也
演 - 家富洋二
18歳。高校3年生。成績優秀で予備校の選抜特Aクラスに所属。おとなしく気弱な性格で女性に興味はあるものの上手く気持ちを伝えられないタイプ。普段は声が小さいが、恐がりなため大声で泣きわめくことがある。

### 健介たちのパーティーに誘われる女性たち
良子（よしこ）
演 - 若山幸子
20代半ばぐらいの女性。健介と知り合い親しくなる。時々「○○だろ」のような男っぽい話し方をするのが特徴。年下の健介には異性として挑発的、高圧的な態度を見せる。
葉子
演 - 加山由実
高校生ぐらいの少女。自転車のチェーンが切れて困っていた所、慎治に手助けしてもらったことで親しくなる。屈託のない笑顔と親しみやすい性格だが周りの人に気持ちを合わせるのが苦手で、本人によると友達が一人もいないとのこと。
江理
演 - 後藤宙美
徹也と同じ予備校に通う。徹也がたまたま予備校で見かけて好意を寄せる相手。予備校では私立文系Aクラスに所属。親しくなった玉利からの紹介で徹也と知り合う。

### その他の人たち
玉利
演 - 田口浩正
徹也と同じ予備校に通う若者。決してイケメンではないが、女性と親しくなる方法を知っており(詳細は不明)、複数の女性にモテている。ただし偏屈で不誠実な性格で、女性に対して独自の考え方を持って接している。
通り魔
演 - サード長嶋
スーツを着た男性。踏み切り待ちで偶然そばにいた少女に道を尋ねるフリをしてナイフで襲う。
踏み切りの少女
演 - 永椎あゆ美
冒頭の踏み切り待ちをしていた時に、健介たちの目の前で通り魔に襲われる。
不良リーダー
演 - 毛利賢一
自身と同じく20歳前後の5人の仲間を仕切る。仲間とアジトで高校生ぐらいの少年に暴力を振るって恐喝をするなど悪事をはたらく。
廃屋の少女
演 - 上野美津恵
不良たちのアジトである廃屋にいる。不良の仲間らしいが作中では5人とは別の部屋で1人で過ごしている。
航空会社人事担当官
演 - 田口トモロヲ
慎治の面接を担当。部下と共に自社では、航空整備士の教育に力を注いでいることを慎治に伝える。
工業高校教師
演 - ラッシャー木村
慎治が通う高校の教師。翌日志望する企業面接に臨む慎治に助言する。馴れ馴れしくタメ口で話してくる慎治にも敬語で話す。

## スタッフ
- 製作総指揮：池田哲也
- 監督・脚本：松村克弥
- プロデューサー：桝井省志、小林紘
- 音楽：秋山勝彦（P-MODEL）、岩永龍則
- 音楽プロデューサー：中村通宏
- 撮影：村川聡
- 照明：伊藤寛
- 美術：小林正己
- 録音：中村裕司
- 整音：間谷行雄
- 編集：矢船陽介
- 助監督：桧垣雄二
- 製作担当：古沢敏文
- 音響効果：柴崎憲治
- スペシャルメイク：原口智生
- テクニカルアドバイザー：BIGSHOT（神尾悦郎、宮田義三）
- MA：映広
- 現像：東映化学
- 製作協力：光和興業
- 製作：大映映像

## 続編
配給会社・大映の尽力により中野武蔵野ホール（2004年閉館）で上映された本作で、松村克弥は初監督ながら第14回ヨコハマ映画祭で新人監督賞を受賞し、以降シリーズ化されるまでになった。特に、『オールナイトロング2』と『オールナイトロング3 最終章』は映倫が本作よりも過激な残酷描写に審査を拒否したためR指定（自主規制版）および成人指定（ノーカット版）（正確には一部が修正された）のオリジナルビデオ作品となっている。
- オールナイトロング2（1995年）
- オールナイトロング3 最終章（1996年）
- オールナイトロング R（リターンズ） （2001年）
- オールナイトロング イニシャルO（2003年）
- オールナイトロング 誰でもよかった（2009年）